# Srednji Potok
Srednji Potok je naselje u slovenskoj Općini Kostelu. Srednji Potok se nalazi u pokrajini Dolenjskoj i statističkoj regiji Jugoistočnoj Sloveniji. 

## Stanovništvo
Prema popisu stanovništva iz 2002. godine naselje je imalo 0 stanovnika.